# Julie Tullis
Julie Tullis (nata Palau) (Surrey, 15 marzo 1939 – K2, 7 agosto 1986) è stata un'alpinista e regista britannica.

## Biografia
Figlia di Erica e Francis Palau, ebbe un'infanzia tormentata a causa dello scoppio della seconda guerra mondiale. Nel 1956 cominciò ad arrampicare nella zona di Tunbridge Wells, dove incontrò Terry Tullis. Nel 1959 i due si sposarono e negli anni successivi vissero gestendo diverse piccole attività. La coppia ebbe due figli. Proseguirono l'attività di arrampicata, creando e gestendo anche la relativa scuola di Bowles Rock; Julie divenne inoltre cintura nera di aikidō e karate.

### Carriera
Nel 1976 incontrò l'alpinista austriaco Kurt Diemberger e dal 1980 i due lavorarono insieme, tenendo conferenze. Nel 1981 Diemberger assunse Julie come tecnico di ripresa per una spedizione al Nanga Parbat: fu in questa occasione che iniziò la loro carriera di documentaristi d'alta quota. Nel corso di questa attività, tra le altre, organizzarono spedizioni allo sperone nord del K2 e all'allora inviolato sperone nord-est dell'Everest.
Nel 1984 la Tullis e Diemberger salirono il Broad Peak. Dopo altri lavori cinematografici, i due organizzarono una spedizione al K2 per il 1986.

#### K2
Tullis e Diemberger riuscirono a raggiungere la vetta il 4 agosto 1986, a tarda ora. Julie Tullis diventò così la prima donna britannica a raggiungere la vetta del K2. Poco dopo aver iniziato la discesa, Julie cadde trascinando con sé Kurt; i due riuscirono fortunosamente a fermarsi. Dopo questo incidente, però, preferirono non continuare a scendere al buio e bivaccarono in quota, in una buca nella neve. Il giorno seguente Tullis mostrava segni di congelamento al naso e alle dita delle mani, ed evidenziava problemi di vista: un comune sintomo di edema cerebrale. I due arrivarono al campo IV verso mezzogiorno, ma rimasero bloccati insieme ad altri cinque alpinisti fermi a causa dello scatenarsi di una tempesta che sarebbe durata per giorni. La tenda di Kurt e Julie collassò a causa della neve e i due dovettero dividersi e trovare rifugio nelle tende dei compagni.
Julie Tullis morì nella notte tra il 6 e il 7 agosto 1986 e il suo corpo venne adagiato nella tenda precedentemente abbandonata. Il suo corpo non è mai stato ritrovato. Il suo nome è stato aggiunto al memorial Gilkey ai piedi della montagna. Nel 2005 fu ritrovata sul ghiacciaio sottostante il K2 un'audiocassetta contenente un diario di Julie Tullis, registrato nel 1982.